# La Principal de la Nit
La Principal de la Nit - So Insistent (2002-2008) va ser un grup de música tradicional catalana format pels cinc instruments de la cobla catalana. Entorn aquest gènere, el grup afegia sons moderns, provinents especialment de l'electrònica, als ritmes i sonoritats catalanes i mediterrànies. La unió constant entre estils musicals aparentment no complementaris és la característica principal del grup. Segons Marcel Casellas, líder del projecte, no pretenien «entrar en el terreny de la renovació de la cobla o la sardana sinó, en tot cas, en el de la música lleugera. No es tractava d'introduir elements d'electrònica a la cobla sin´d'introduir la sonoritat dels instruments de cobla a la música electrònica o lleugera».
En els seus cinc anys de vida, van editar tres compactes: L'Envelat Violeta (2004), El Cremallera de Núria (2006) i El Club del BGI (2008). El 2005, La Principal de la Nit va ser premiada amb el Premi Innovació per l'Obra del Ballet Popular

## Discografia
L'envelat violeta
Primer disc de La Principal de la Nit, és el resultat d'un espectacle audiovisual que es va passejar arreu dels Països Catalans entre 2002 i 2004. Les cançons pivoten sobre els gèneres del ball de l'envelat, com ara el pas-doble, el vals o el rock.
- Un cap de setmana lliure
- No sé per què m'enamoro (03:45)
- L'envelat violeta (03:43)
- Tokatiquetà (03:06)
- El comissari Gordillo (02:55)
- Barna - Port/ 92 (05:02)
- Fox per la toia (02:42)
- El Ben-hi com les pela (02:56)
- Darrere les caretes de l'envelat (04:02)
- Cúmbia de plats i cassoles (02:41)
- La que viu davant del vuit (05:50)
- La filòloga (02:53)
- El malgovern
- El grup revelació (02:12)
- Qui vulgui ballar la rumba (03:18)
- Ella en punteja (02:49)

El cremallera de Núria (2006)
Amb la publicació d'El Cremallera de Núria, La Principal de la Nit realitza un pas més en la seva voluntat de barrejar els sons tradicionals, com ara la sardana i la cobla, a ritmes i sonoritats absolutament contemporanis, molt propers a l'ska o el hip-hop. Respecte “L'Envelat Violeta”, el segon disc de la banda incorpora més bases electròniques. El disc musica lletres de Francesc Pujols, Josep Vicenç Estellés i Fages de Climent. A part del conjunt coblístic que formava La Principal de la Nit, també van participar en l'enregistrament del disc Eugènia Camats (tible), Toni Rocosa (tenora), Miquel Àngel López (fiscorn), Pep Moliner (fiscorn) i Sergi Baringues (trompeta). Amb aquest compacte, La Principal adopta un estil proper al folk, interpretant cançons properes a la polka, la masurca o la sardana curta.
Per completar el grup, també hi han participat Eugènia Camats (tible), Toni Rocosa (tenora), Miquel Àngel López (fiscorn), Pep Moliner (Fiscorn) i Sergi Baringues (trompeta)
- Radiofonia
- No hi ha grillons (03:28)
- El pi de les tres branques (03:43)
- Marxa mora de Llívia (04:28)
- El cremallera de Núria (02:33)
- El jove Pujols (02:59)
- El neorurat (02:41)
- Caram tornem-hi (03:57)
- El cim del coit (02:53)
- La cabrera (03:20)
- Flors a la nena (03:06)
- La plaça del rei (02:40)
- El mal govern
- Salta del tren en marxa (04:40)

El club del BGI
El darrer disc de La Principal continua explorant el seu hibridisme característic. Hi segueix present la combinació de bases techno amb el so reinventat de la cobla. El Club de BGI incorpora fragments de poemes de Salvador Espriu i Jacint Verdaguer entre les seves lletres, de clar caràcter surrealista i còmic. El disc va comptar amb la col·laboració de Carles Juste, Juanjo Muñoz, David Rosell i Mirna Vilassís. El Club del BGI suposa la primera aproximació de Casellas cap als posteriorment anomenats "gèneres esporògens", entre els quals destaquen l'ús del ball pla, la jota o el contrapàs.
(Lletra /Musica)
- Me'n vaig (03:34), (Salvador Espriu, Marcel Casellas)
- El Club del BGI (03:50), (Marcel Casellas, Marcel Casellas)
- Ara és temps (03:10), (Marcel Casellas, Marcel Casellas)
- La rumba i la tenora (03:23), (Marcel Casellas, Marcel Casellas) [1]
- La noia de la barra (04:12), (Marcel Casellas, Marcel Casellas) [2]
- Els rics seran més rics (04:09), (Marcel Casellas, Marcel Casellas) [3]
- Jotadeta per al Caffarena (02:40) (Popular, Marcel Casellas-Popular)
- La pubilla i el sacaire (04:36) (Miquel Pujadó, Marcel Casellas)
- Contrapàs de les bruixes (02:59), (Marcel Casellas, Marcel Casellas) [4[
- Bruc (03:20), (Marcel Casellas, Marcel Casellas)
- House aborigen (05:14), (Marcel Casellas / Jacint Verdaguer, Marcel Casellas)
- Chill out jota (10:22), (Marcel Casellas, Marcel Casellas)